# Адальберто Карраскілья
Адальберто Карраскілья (ісп. Adalberto Carrasquilla, нар. 28 листопада 1998, Панама) — панамський футболіст, півзахисник клубу МЛС «Х'юстон Динамо» та національної збірної Панами. Виступав також за клуби «Тауро» та «Картахена».

## Клубна кар'єра
Адальберто Карраскілья народився 1998 року в місті Панама, та є вихованцем футбольної школи клубу «Тауро». У 2014 році Карраскілья був переведений до першої команди «Тауро», а в 2015 році дебютував у головній команді клубу, коли йому виповнилося лише 16 років.
У 2019 році Карраскілья перейшов до складу іспанського клубу Сегунди Б «Картахена»., у складі якого грав до 2021 року. З серпня 2021 року панамський футболіст грає у складі клубу МЛС «Х'юстон Динамо». Станом на листопад 2024 року відіграв за команду з Х'юстона 101 матч в регулярному чемпіонаті.

## Виступи за збірні
У 2017 році Адальберто Карраскілья залучався до складу молодіжної збірної Панами. На молодіжному рівні зіграв у 3 офіційних матчах.
У 2018 році Карраскілья дебютував у складі національної збірної Панами. У складі збірної був учасником розіграшу Золотого кубка КОНКАКАФ 2021 року у США, розіграшу Золотого кубка КОНКАКАФ 2023 року у США і Канаді, де разом з командою здобув «срібло», розіграшу Кубка Америки 2024 року у США. Станом на листопад 2024 року зіграв у складі національної збірної 63 матчі, в яких відзначився 2 забитими голами.

## Титули і досягнення
- Переможець Відкритого кубка США (1):

«Х'юстон Динамо»: 2023